# Regione di Cairns
La regione di Cairns è una Local Government Area che si trova nel Queensland. Essa si estende su una superficie di 4.135 chilometri quadrati e ha una popolazione di 156.169 abitanti. La sede del consiglio si trova a Cairns.